# اريكة (بعدان)

تعديل مصدري - تعديل

اريكة هي إحدى قرى عزلة حيسان بمديرية بعدان التابعة لمحافظة إب، بلغ تعداد سكانها 123 نسمة حسب تعداد اليمن لعام 2004.